# Tevis Gabriel
Tevis Gabriel Alves Santos (Barreiros, 28 gennaio 2006) è un calciatore brasiliano, attaccante dell'Athl. Paranaense in prestito dal Cruzeiro.

## Carriera
Tevis è cresciuto nel settore giovanile del Retrô, e nel 2023 è stato ceduto in prestito al Cruzeiro che lo ha assegnato alla formazione Under-17. Nel marzo del 2024 è stato acquistato a titolo definitivo, ed il 4 ottobre seguente ha fatto il suo esordio in prima squadra nell'incontro di Série A perso 1-0 contro la Fluminense.

## Statistiche

### Presenze e reti nei club
Statistiche aggiornate all'8 dicembre 2024.
| Stagione        | Squadra         | Campionato      | Campionato | Campionato | Coppe nazionali | Coppe nazionali | Coppe nazionali | Coppe continentali | Coppe continentali | Coppe continentali | Altre coppe | Altre coppe | Altre coppe | Totale | Totale | Totale |
| Stagione        | Squadra         | Comp            | Pres       | Reti       | Comp            | Pres            | Reti            | Comp               | Pres               | Reti               | Comp        | Pres        | Reti        | Pres   | Reti   |        |
| --------------- | --------------- | --------------- | ---------- | ---------- | --------------- | --------------- | --------------- | ------------------ | ------------------ | ------------------ | ----------- | ----------- | ----------- | ------ | ------ | ------ |
| 2024            | Cruzeiro        | M1/MG+A         | 0+5        | 0+1        | CB              | 0               | 0               | CS                 | 0                  | 0                  | -           | -           | -           | 5      | 1      |        |
| Totale carriera | Totale carriera | Totale carriera | 5          | 1          |                 | 0               | 0               |                    | 0                  | 0                  |             | -           | -           | 5      | 1      |        |